# سوس و ویکتوریا پطروسیان
سوس و ویکتوریا پطروسیان (ارمنی: Սոս Վիկտորիա Պետրոսյան؛ انگلیسی: Sos and Victoria Petrosyan؛ زادهٔ ۲۷ مهٔ ۱۹۷۲) یک زن و شوهر هنرمند آلمانی-ارمنی/روسی هستند. 

## زندگی‌نامه
سوس پتروسیان در ۲۷ مه ۱۹۷۲ در ایروان به دنیا آمد و ویکتوریا پتروسیان در ۹ ژوئیه ۱۹۷۸ در مسکو به دنیا آمد. 

## نگارخانه

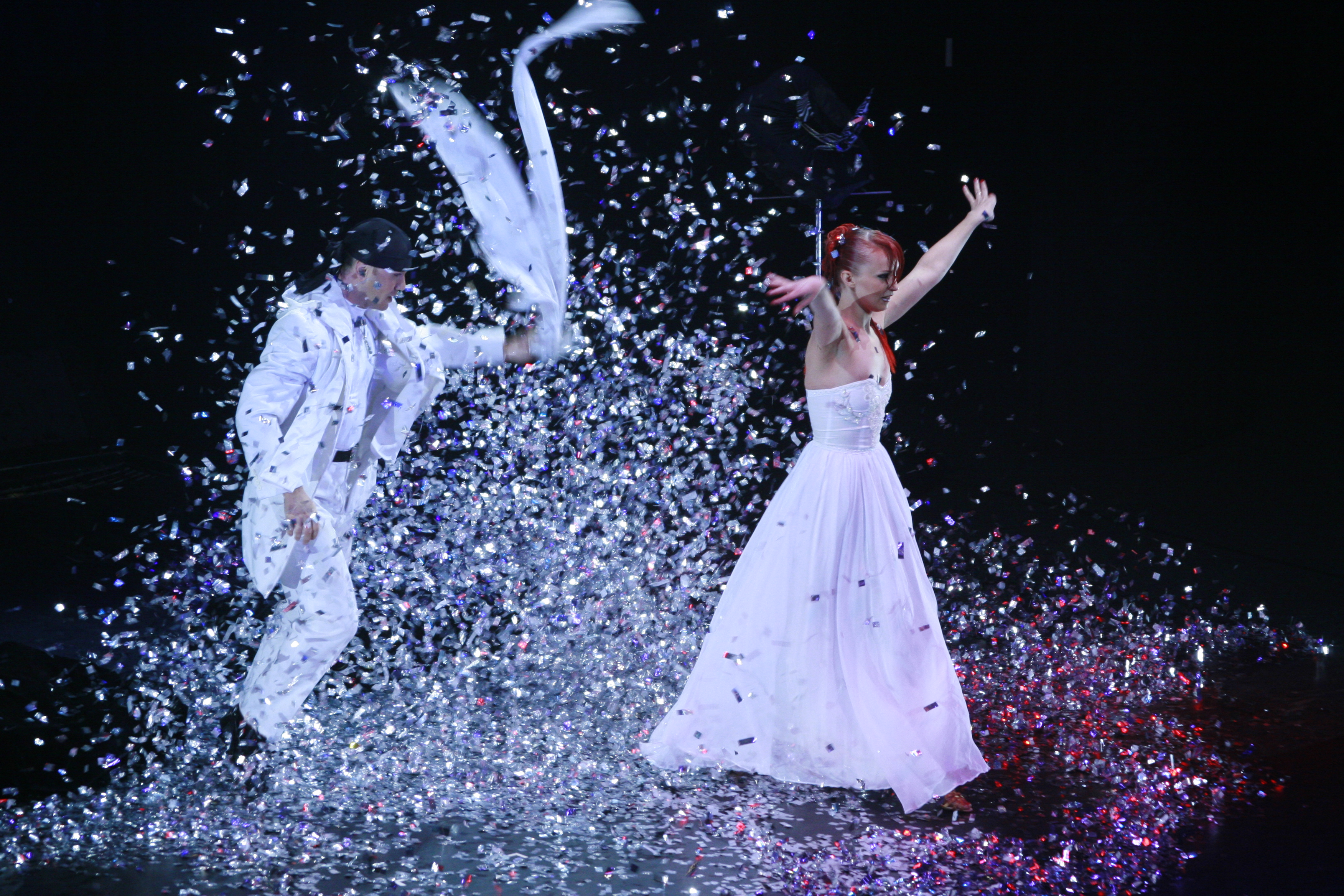